# Vernines
Vernines est une commune française, située dans le département du Puy-de-Dôme, en région Auvergne-Rhône-Alpes.
La commune, faisant partie de l'aire d'attraction de Clermont-Ferrand et du parc naturel régional des volcans d'Auvergne, est peuplée de 427 habitants en 2022, appelés les Verninois et les Verninoises.

## Géographie
Elle fait partie du parc naturel régional des volcans d'Auvergne.
Les lieux-dits de Vernines sont :
- Bessat
- Fontsalive
- la Pointésie
- les Combes (situé sur la route entre le Bourg et Bessat)
- Neuville
- Ribeyre
- Chevalard, entre le Bourg et Fontsalive
- la Maronnie

Cette commune est enclavée entre les communes suivantes :
- Nébouzat
- Aurières
- Saint-Bonnet-près-Orcival
- Orcival
- Saulzet-le-Froid

## Toponymie
La commune se nomme Verninas en occitan auvergnat.

### Climat
Pour des articles plus généraux, voir Climat d'Auvergne-Rhône-Alpes et Climat du Puy-de-Dôme.
En 2010, le climat de la commune est de type climat de montagne, selon une étude du Centre national de la recherche scientifique s'appuyant sur une série de données couvrant la période 1971-2000. En 2020, Météo-France publie une typologie des climats de la France métropolitaine dans laquelle la commune est exposée à un climat de montagne ou de marges de montagne et est dans la région climatique Ouest et nord-ouest du Massif Central, caractérisée par une pluviométrie annuelle de 900 à 1 500 mm, maximale en automne et en hiver.
Pour la période 1971-2000, la température annuelle moyenne est de 7,8 °C, avec une amplitude thermique annuelle de 14,9 °C. Le cumul annuel moyen de précipitations est de 1 218 mm, avec 11,9 jours de précipitations en janvier et 9,1 jours en juillet. Pour la période 1991-2020, la température moyenne annuelle observée sur la station météorologique installée sur la commune est de 8,6 °C et le cumul annuel moyen de précipitations est de 918,5 mm,. Pour l'avenir, les paramètres climatiques de la commune estimés pour 2050 selon différents scénarios d'émission de gaz à effet de serre sont consultables sur un site dédié publié par Météo-France en novembre 2022.
| Mois                                  | jan.           | fév.           | mars           | avril         | mai           | juin          | jui.          | août          | sep.         | oct.          | nov.          | déc.           | année      |
| ------------------------------------- | -------------- | -------------- | -------------- | ------------- | ------------- | ------------- | ------------- | ------------- | ------------ | ------------- | ------------- | -------------- | ---------- |
| Température minimale moyenne (°C)     | −1,6           | −2             | 0,3            | 3,3           | 6,1           | 9,8           | 11,8          | 11,3          | 8,8          | 6,2           | 2,1           | −0,6           | 4,6        |
| Température moyenne (°C)              | 1,3            | 1,3            | 4              | 7,6           | 10,5          | 14,4          | 16,7          | 16,1          | 13,2         | 9,9           | 5,1           | 2,5            | 8,6        |
| Température maximale moyenne (°C)     | 4,3            | 4,6            | 7,8            | 11,8          | 14,8          | 19            | 21,6          | 20,9          | 17,5         | 13,7          | 8,2           | 5,6            | 12,5       |
| Record de froid (°C) date du record   | −13,3 18.01.13 | −17,5 04.02.12 | −11,5 13.03.06 | −6,6 07.04.21 | −2,9 05.05.19 | 1,5 01.06.11  | 4,7 30.07.15  | 4 26.08.18    | 0,4 27.09.07 | −5,5 28.10.12 | −10 28.11.13  | −14,5 26.12.10 | −17,5 2012 |
| Record de chaleur (°C) date du record | 18,2 01.01.22  | 20,7 27.02.19  | 20,5 31.03.21  | 22,1 17.04.13 | 27,4 22.05.22 | 33,5 27.06.19 | 33,8 31.07.20 | 33,3 24.08.23 | 29 04.09.23  | 27,4 02.10.23 | 22,6 08.11.15 | 18,2 24.12.12  | 33,8 2020  |
| Précipitations (mm)                   | 52,4           | 53,9           | 66,6           | 74,6          | 100,4         | 93            | 92            | 81,1          | 76,9         | 67,2          | 79,7          | 80,7           | 918,5      |

## Urbanisme

### Typologie
Au 1er janvier 2024, Vernines est catégorisée commune rurale à habitat dispersé, selon la nouvelle grille communale de densité à sept niveaux définie par l'Insee en 2022.
Elle est située hors unité urbaine. Par ailleurs la commune fait partie de l'aire d'attraction de Clermont-Ferrand, dont elle est une commune de la couronne,. Cette aire, qui regroupe 209 communes, est catégorisée dans les aires de 200 000 à moins de 700 000 habitants,.

### Occupation des sols
L'occupation des sols de la commune, telle qu'elle ressort de la base de données européenne d’occupation biophysique des sols Corine Land Cover (CLC), est marquée par l'importance des territoires agricoles (79,8 % en 2018), une proportion sensiblement équivalente à celle de 1990 (79,7 %). La répartition détaillée en 2018 est la suivante : zones agricoles hétérogènes (58,1 %), prairies (21,7 %), forêts (17,4 %), zones urbanisées (1,7 %), milieux à végétation arbustive et/ou herbacée (1,1 %). L'évolution de l’occupation des sols de la commune et de ses infrastructures peut être observée sur les différentes représentations cartographiques du territoire : la carte de Cassini (XVIIIe siècle), la carte d'état-major (1820-1866) et les cartes ou photos aériennes de l'IGN pour la période actuelle (1950 à aujourd'hui).

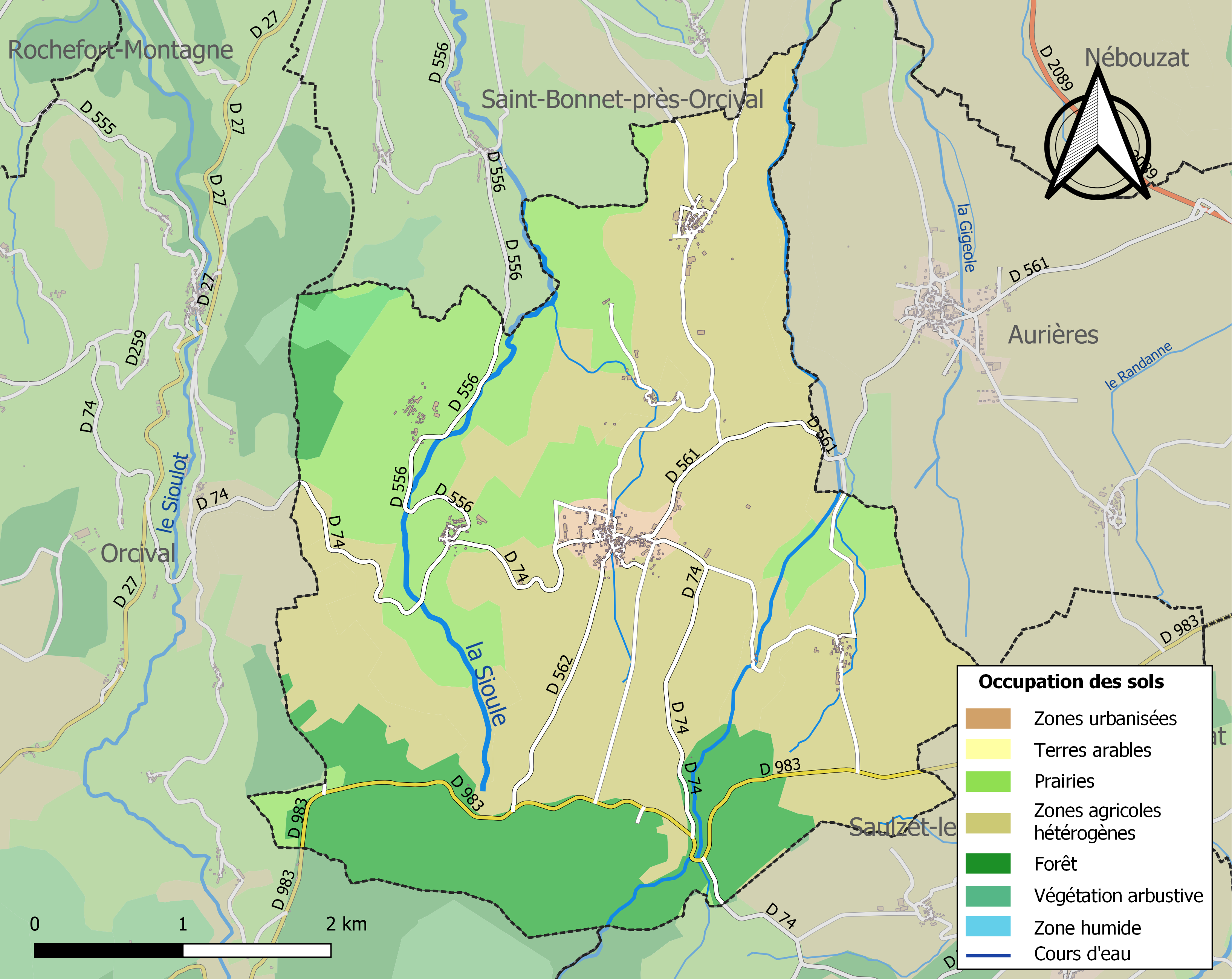
Carte des infrastructures et de l'occupation des sols de la commune en 2018 (CLC).

## Politique et administration

### Découpage territorial
La commune de Vernines est membre de la communauté de communes Dômes Sancy Artense, un établissement public de coopération intercommunale (EPCI) à fiscalité propre créé le 1er janvier 2017 dont le siège est à Rochefort-Montagne. Ce dernier est par ailleurs membre d'autres groupements intercommunaux. Jusqu'en 2016, elle faisait partie de la communauté de communes de Rochefort-Montagne.
Sur le plan administratif, elle est rattachée à l'arrondissement d'Issoire depuis 2017, à la circonscription administrative de l'État du Puy-de-Dôme et à la région Auvergne-Rhône-Alpes. Jusqu'en mars 2015, elle faisait partie du canton de Rochefort-Montagne.
Sur le plan électoral, elle dépend du canton d'Orcines pour l'élection des conseillers départementaux, depuis le redécoupage cantonal de 2014 entré en vigueur en 2015, et de la troisième circonscription du Puy-de-Dôme pour les élections législatives, depuis le dernier découpage électoral de 2010.

### Élections municipales et communautaires

#### Élections de 2020
Le conseil municipal de Vernines, commune de moins de 1 000 habitants, est élu au scrutin majoritaire plurinominal à deux tours avec candidatures isolées ou groupées et possibilité de panachage. Compte tenu de la population communale, le nombre de sièges à pourvoir lors des élections municipales de 2020 est de 11. La totalité des candidats en lice est élue dès le premier tour, le 15 mars 2020, avec un taux de participation de 73,90 %.

#### Chronologie des maires
Toutes les données ne sont pas connues à ce jour, celles présentées dans cette section, sont tirées en partie des archives départementales.
Avant 1872, les communes de Vernines et Aurières ne formait qu'une seule et même commune.
| Période                            | Période                        | Identité                         | Étiquette | Qualité                                 |
| ---------------------------------- | ------------------------------ | -------------------------------- | --------- | --------------------------------------- |
| 1er janvier 1793                   | 21 septembre 1793              | Gilbert Blanchot                 |           | Membre du conseil                       |
| 1er vend. an II (22/09/1793)       | an II (1793-1794)              | Gilbert Blanchot                 |           | Officier public                         |
| an II (1793-1794)                  | 11 nivôse an III (31/12/1794)  | Alexis Fournier                  |           | Officier public                         |
| 12 nivôse an III (01/01/1795)      | 6e jour C. an III (22/09/1795) | Jean Lassalas & Antoine Blanchot |           | notables élus = « adjoint » (!)         |
| 1er vend. an IV (23/09/1795)       | 5e jour C. an IV (21/09/1796)  | Jean Lassalas & Antoine Blanchot |           | Membres du conseil                      |
| 1er vend. an V (22/09/1796)        | 5e jour C. an V (21/09/1797)   | Jean Lassalas                    |           | Membre du conseil                       |
| 1er vend. an VI (22/09/1797)       | 30 therm. an VIII (18/08/1800) | Alexis Fournier                  |           | Agent municipal faisant office de maire |
| 1er fructidor an VIII (19/08/1800) | an X (1802)                    | Michel Hugon                     |           |                                         |
| 1802                               | 1808                           | Jean Lassalas                    |           |                                         |
| 1808                               | 1815                           | Pierre Antoine Chandezon         |           |                                         |
| 1815                               | 1831                           | Antoine Louis Jean Juillard      |           |                                         |
| 1831                               | 1848                           | Jacques Mignot (1775-1850)       |           |                                         |
| 1848                               | 1863                           | Guillaume Chardon                |           |                                         |
| 1863                               | 1870                           | Jean Baptiste Dauphin            |           |                                         |
| 1870                               | 14 mai 1871                    | Jean-Louis Antoine Batifaud      |           |                                         |
| 14 mai 1871                        | 1872                           | Julien Sidoine Chandezon         |           |                                         |

| Période                                  | Période                         | Identité                                          | Étiquette | Qualité |
| ---------------------------------------- | ------------------------------- | ------------------------------------------------- | --------- | --- |
| Les données manquantes sont à compléter. |                                 |                                                   |           | |
| 1872                                     | 1876                            | Jean-Louis Antoine Batifaud (1838-)               |           | |
| 1876                                     | 1889                            | Pierre Simon Antoine dit Antonin Mory (1833-1889) |           | |
| 1889                                     | 1893                            | André Vincent Gleyvod (1849-1916)                 |           | |
| 1893                                     | 1896                            | Jean Pailloncy (1838-1913)                        |           | |
| 1896                                     | 1900                            | François Lassalas                                 |           | |
| 1900                                     | 1901                            | André Vincent Gleyvod (1849-1916)                 |           | |
| 1901                                     | 1908                            | Jacques Grivel (1846-)                            |           | |
| 1908                                     | 1914                            | Jean Coudert (1841-14/10/1914)                    |           | |
| 1914                                     | 1919                            |                                                   |           | |
| 1919                                     | 1925                            | Léger Pailloncy                                   |           | |
| 1925                                     | 1929                            | Joseph Delpeux                                    |           | |
| 1929                                     | 1938                            | Joseph Lassalas                                   |           | |
| 1938                                     | 1945                            | Antoine Michel (1891-1970)                        |           | |
| 1945                                     | 1947                            |                                                   |           | |
| 1947                                     | 1995                            | Francisque Crouzeix (23/12/1917-18/05/1999)       |           | |
| 1995                                     | 1999                            | Maxime Coudert (21/04/1944-30/05/1999)            |           | |
| 1999                                     | En cours (au 19 septembre 2020) | Mme Martine Bony,                                 |           | Retraitée exploitante agricole Conseillère départementale du canton d'Orcines (depuis 2015) 2e vice-présidente du conseil départemental du Puy-de-Dôme chargée du handicap (depuis 2021) 3e vice-présidente de la communauté de communes de Rochefort-Montagne (2014-2016) |

Légende :
- vend. = vendémiaire
- therm. = thermidor
- jour C. = jour complémentaire

### Autres élections
Aux élections départementales de 2015, le binôme Martine Bony - Jean-Marc Boyer (Union de la droite) a recueilli 72,96 % (143 voix sur 196 exprimés). Ce binôme est élu dans le canton d'Orcines. Le taux de participation est de 69,36 % (206 votants pour 297 inscrits).

## Population et société

### Démographie
L'évolution du nombre d'habitants est connue à travers les recensements de la population effectués dans la commune depuis 1793. Pour les communes de moins de 10 000 habitants, une enquête de recensement portant sur toute la population est réalisée tous les cinq ans, les populations de référence des années intermédiaires étant quant à elles estimées par interpolation ou extrapolation. Pour la commune, le premier recensement exhaustif entrant dans le cadre du nouveau dispositif a été réalisé en 2004.

En 2022, la commune comptait 427 habitants, en évolution de +0,95 % par rapport à 2016 (Puy-de-Dôme : +2,1 %, France hors Mayotte : +2,11 %).
| 1793  | 1800  | 1806  | 1821  | 1831  | 1836  | 1841  | 1846  | 1851  |
| ----- | ----- | ----- | ----- | ----- | ----- | ----- | ----- | ----- |
| 1 309 | 1 119 | 1 372 | 1 436 | 1 319 | 1 324 | 1 272 | 1 283 | 1 318 |

| 1856  | 1861  | 1866  | 1872 | 1876 | 1881 | 1886 | 1891 | 1896 |
| ----- | ----- | ----- | ---- | ---- | ---- | ---- | ---- | ---- |
| 1 216 | 1 186 | 1 213 | 709  | 695  | 677  | 683  | 685  | 690  |

| 1901 | 1906 | 1911 | 1921 | 1926 | 1931 | 1936 | 1946 | 1954 |
| ---- | ---- | ---- | ---- | ---- | ---- | ---- | ---- | ---- |
| 657  | 602  | 613  | 583  | 556  | 537  | 506  | 450  | 452  |

| 1962 | 1968 | 1975 | 1982 | 1990 | 1999 | 2004 | 2006 | 2009 |
| ---- | ---- | ---- | ---- | ---- | ---- | ---- | ---- | ---- |
| 437  | 394  | 349  | 332  | 326  | 320  | 362  | 369  | 359  |

| 2014 | 2019 | 2022 | - | - | - | - | - | - |
| ---- | ---- | ---- | - | - | - | - | - | - |
| 410  | 413  | 427  | - | - | - | - | - | - |

Les listes des registres d'état civil sont disponibles sur le site des archives départementales.

## Culture locale et patrimoine

### Lieux et monuments
- Lac de Servières (16 ha), lac de montagne partiellement bordé par la forêt.
- L'église.
- Le château de Vernines (XIIIe siècle). En 1471, le chantier de couverture des quatre tours mobilise 431 personnes qu'il faut entretenir, même si beaucoup y travaillent au titre des corvées[32].

### Personnalités liées à la commune
Michel-Joseph Dufraisse, jésuite, nommé curé de Vernines en 1781, évêque constitutionnel du diocèse du Cher pendant la période révolutionnaire.

### Vernines au cinéma
Ce village a connu un été 1969 mouvementé placé sous le signe du cinéma, grâce au tournage du film Le Petit Bougnat avec Isabelle Adjani.